# Poppelbuskfly
Poppelbuskfly Amphipyra perflua är en fjärilsart som beskrevs av John Henry Leech 1900. Poppelbuskfly ingår i släktet Amphipyra och familjen nattflyn. Inga underarter finns listade i Catalogue of Life.

## Bildgalleri

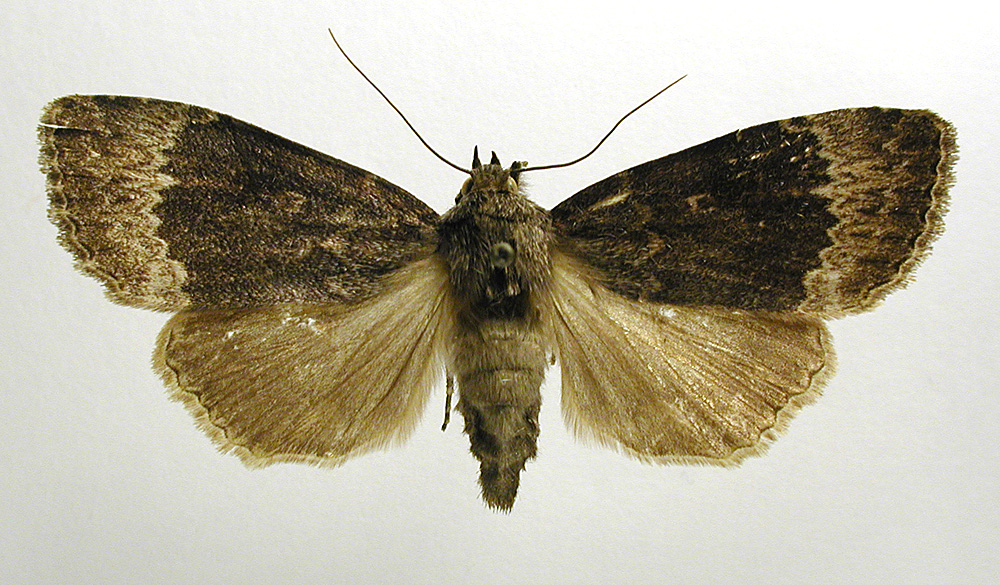